# 美国商务部海洋和大气管理局副部长
商务部海洋和大气副部长（英語：Under Secretary of Commerce for Oceans and Atmosphere），是美国联邦政府主管海洋和大气事务的高级官员，也是美国商务部环境和科学活动的首席顾问。
副部长由美国总统在参议院的同意下任命，为总统服务。现任副部长是里克·斯宾拉德，他于2021年4月22日被总统乔·拜登提名，6月17日得到确认，并于2021年6月22日正式宣誓就职。